# Leucon latispina
Leucon latispina är en kräftdjursart som beskrevs av Jones 1963. Leucon latispina ingår i släktet Leucon och familjen Leuconidae. Inga underarter finns listade i Catalogue of Life.